# SpongeBob: Krosses Kochduell
SpongeBob: Krosses Kochduell ist ein Restaurant-Simulationsspiel des SpongeBob-Schwammkopf-Franchises. Es wurde von den Entwicklerstudios Tilting Point und Nukebox Studios entwickelt und von Tilting Point veröffentlicht. Das Spiel erschien am 12. Mai 2020 als Free-to-play-App für Android und iOS, im selben Jahr folgte eine Version für Windows. 2021 erschien eine kostenpflichtige Version des Spiels ohne Mikrotransaktionen für die Nintendo Switch.
SpongeBob: Krosses Kochduell wurde über 50 Millionen Mal heruntergeladen. 2022 erschien der Nachfolger SpongeBob: Küchenchaos.

## Spielprinzip
SpongeBob: Krosses Kochduell ist eine Restaurant-Simulation mit Zeitmanagement-Elementen. Der Spieler steuert verschiedene Charaktere der Zeichentrickserie SpongeBob Schwammkopf, die als Köche in verschiedenen Restaurants arbeiten.
Das Spiel ist in mehrere Levels eingeteilt. Ziel jedes Levels ist es, in begrenzter Zeit genug Münzen zu sammeln und die Gäste glücklich zu halten. Im ersten Restaurant steuert der Spieler etwa SpongeBob, der Pfannkuchen zubereitet. Der Spieler muss darauf achten, diese nicht anbrennen zu lassen. Je nach Wunsch des Gasts müssen die Pfannkuchen anschließend mit Soßen übergossen oder Beeren belegt werden. Einige Gäste verlangen weitere Beilagen oder Getränke. Je schneller der Spieler die Bestellung zubereitet und dem Gast serviert, desto mehr Trinkgeld vergibt der Gast. Nach Abschluss eines Levels wird ein kurzer Dialog zwischen den Spielfiguren abgespielt. So handelt die Handlung um das erste Restaurant davon, dass Thaddäus SpongeBob abhalten will, in der Nähe seines Hauses Pfannkuchen zu backen. In der Free-to-play-Version des Spiels wird außerdem nach jedem Level ein 30-sekündiger Werbespot gezeigt.
Mit dem verdienten Trinkgeld kann der Spieler bessere Küchengeräte kaufen, welche die Gerichte schneller zubereiten, oder die Qualität der Zutaten und somit auch die Preise der Gerichte erhöhen. Außerdem kann der Spieler neue Kleidung für die Spielfiguren oder Dekorationen für die Restaurants kaufen. In der Free-to-play-Version kann weiteres Trinkgeld durch Anschauen eines Werbespots oder durch Bezahlen von Echtgeld erworben werden, in der kostenpflichtigen Version verdient der Spieler hingegen schon beim Spielen eines Levels mehr Trinkgeld.

## Entwicklung und Veröffentlichung
SpongeBob: Krosses Kochduell wurde von den Mobile-Game-Entwicklerstudios Tilting Point und Nukebox Studios entwickelt. Es arbeiteten 38 Personen am Spiel, von denen 28 zu Nukebox Studios gehörten und die restlichen zu Tilting Point. Tilting Point bestimmte das grafische Design sowie die Details des Free-to-play-Umsatzmodells des Spiels, während Nukebox Studios für die eigentliche Entwicklung und Programmierung zuständig war. Nickelodeon, der Produzent der Serie SpongeBob Schwammkopf, machte Vorgaben zum Umgang mit dem SpongeBob-Schwammkopf-Franchise. Die Entwicklung des Spiels dauerte zehn Monate.
Nachdem das Spiel im September 2019 für den Februar 2020 angekündigt worden war, veröffentlichte Tilting Point es letztendlich am 12. Mai 2020 als Free-to-play-App für Android und iOS. Am 22. September 2020 erschien das Spiel für Windows. Eine kostenpflichtige Version des Spiels für die Nintendo Switch ohne Mikrotransaktionen erschien am 29. April 2021 in Nordamerika und am 10. Mai 2021 auch in Europa.

## Rezeption
SpongeBob: Krosses Kochduell erhielt gemischte Wertungen. In der Android- und iOS-Version wurde das Spielprinzip gelobt. So bezeichnete Screen Rant dieses als spaßig und auch Chip meinte, dass das Spiel ideal „für die Langeweile zwischendurch“ sei. Kritisiert wurde hingegen die hohe Anzahl an Werbespots und Aufforderungen zum Kauf, die Chip als aufdringlich bezeichnete. Screen Rant sagte, dass dies zwar auf viele Free-to-play-Apps zutreffe, man aber von einem Spiel eines so bekannten Franchises besseres erwarten könne.
Nintendo Life lobte in der Nintendo-Switch-Version die hohe Anzahl von Levels und sah im Vergleich zur Android- und iOS-Version positiv an, dass beim normalen Durchspielen nun genügend Trinkgeld für alle Verbesserungen verdient werden kann. Gleichzeitig wurde kritisiert, dass das Spiel selbst ohne die Mikrotransaktionen noch wie ein Mobile Game aussehe und auch das Spielprinzip zu repetitiv für ein Konsolenspiel sei. Common Sense Media fand die Steuerung unintuitiv und bemängelte, dass das Spiel nicht über den Touchscreen der Nintendo Switch spielbar sei.

### Auszeichnungen
SpongeBob: Krosses Kochduell wurde bei den Google Play Awards 2020 zum Users’ Choice Game ernannt und bei den Pocket Gamer Mobile Games Awards 2021 mit dem People’s Choice Award ausgezeichnet. Beide sind Publikumspreise für das beste Mobile Game des Jahres.

### Downloadzahlen
Nach Angaben des Publishers Tilting Point wurde das Spiel vor seiner Veröffentlichung über 17 Millionen Mal im Google Play Store und Apples App Store vorregistiert und in seiner ersten Woche hatte das Spiel über 2,2 Millionen aktive Nutzer. Im Oktober 2021 gab Tilting Point bekannt, dass das Spiel über 50 Millionen Mal heruntergeladen wurde.

## Nachfolger
Am 26. September 2022 erschien mit SpongeBob: Küchenchaos ein Nachfolger zu SpongeBob: Krosses Kochduell. Das Spiel wurde von Tilting Point und Netflix für Android und iOS veröffentlicht. Anders als sein Vorgänger ist SpongeBob: Küchenchaos Teil von Netflix’ Spiele-Angebot und daher nur von Netflix-Mitgliedern spielbar.